# Hypericum rubicundulum
Hypericum rubicundulum är en johannesörtsväxtart som beskrevs av Peter B. Heenan. Hypericum rubicundulum ingår i släktet johannesörter, och familjen johannesörtsväxter. Inga underarter finns listade i Catalogue of Life.